# Liste des œuvres d'Abdallah Benanteur dans les musées du monde
Pour un article plus général, voir Abdallah Benanteur.
Cette liste répertorie les œuvres d'Abdallah Benanteur (1931-2017), peintures, aquarelles et dessins, livres, gravures et lithographies, conservés dans les musées et collections publiques en Algérie et à l'étranger.
- Algérie
  - Alger, musée national des beaux-arts d'Alger :

Souffle mouillé
- Émirats arabes unis
  - Charjah, Barjeel Art Foundation[1] :

Sous-bois, 1957, huile sur panneau, 57 x 34 cm
Composition, 1958, aquarelle gouachée, 29.5 x 10 cm
Avalanche I, 2002, aquarelle, 33 x 21 cm
Avalanche II, 2002, aquarelle, 33 x 21 cm
Lumière du Sud, 1958, huile sur carton monté sur bois, 98 × 78 cm
Pour Monet, Giverny, 1983, huile sur toile, 120 x 120 cm
Le Jardin de Saadi, 1984, huile sur toile, quadriptyque, 95 x 120 cm
- France
  - Paris, Musée de l'Institut du monde arabe, Paris. Donation Claude & France Lemand (2018)

I. Peintures :
Le Hoggar, 1960, huile sur toile, 100 x 200 cm
Les Visiteuses n° 18, 1975, huile sur toile, 130 x 262 cm
Les Visiteuses n° 20, 1976, huile sur toile, 130 x 262 cm
Les Échos, 1978, diptyque, huile sur toile, 146 x 228 cm
Le Défilé des Montagnes, 1980, huile sur toile, 150 x 150 cm
Le Bois d’Amour, 1981, huile sur toile, 130 x 97 cm.
Le Huitième jour, Vendredi, 1982, huile sur toile, 120 x 60 cm
Le Huitième jour, Samedi, 1982, huile sur toile, 120 x 60 cm
Le Mont des Oliviers, 1983, huile sur toile, 120 x 120 cm
Pâturage de lumière, 1985, triptyque, huile sur toile, 81 x 180 cm
Le Départ de Halouma, 1986, huile sur toile, 100 x 100 cm
Les Élus, 1986, huile sur toile, polyptyque, 150 x 350 cm
L’Élu, 1987, huile sur toile, triptyque, 150 x 350 cm
Les Élus du soir, 1987, huile sur toile, triptyque, 150 x 350 cm
L’Été à Ivry, 1988, diptyque, huile sur toile, 130 x 324 cm
Les Contemplatifs, 1988, huile sur toile, 150 x 150 cm
Le Détour, 1989, huile sur toile, 162 x 130 cm
Soufi dans son jardin, 1989, huile sur toile, 162 x 130 cm
La Montagne, 1989, huile sur toile, 162 x 130 cm
Le Courroux, 1989, huile sur toile, 195 x 130 cm
Les Saisons. Eté, 1990, diptyque, huile sur toile, 50 x 300 cm
Les Saisons. Hiver, 1990, diptyque, huile sur toile, 50 x 300 cm
L’Arrivée, 1990, huile sur toile, 80 x 80 cm
Poètes et lointain, 1990, huile sur toile, 80 x 80 cm
Promenade en Perse, 1991, huile sur toile, 80 x 80 cm
L'Indifférente, 1991, huile sur toile, 80 x 80 cm
La Pente, 1991, huile sur toile, 80 x 80 cm
Promenades, 1991, polyptyque, huile sur toile, 150 x 300 cm
Méditerranéens, 1992, huile sur toile, 130 x 162 cm
Le Lointain, 1992, huile sur toile, tondo, 150 cm
Le Témoin, 1992, huile sur toile, diamètre 130 cm
Au Cachemire, 1992, huile sur toile, tondo 130 cm
Syracuse, 1992, huile sur toile, tondo 120 cm
Le Pays, 1992, huile sur toile, diamètre 120 cm
La Montée, 1992, huile sur toile, 100 x 81 cm
Les Ascensionnistes, 1992, huile sur toile, 100 x 81 cm
Andalousie, 1992, huile sur toile, 150 x 150 cm
À Ouessant, 1992, diptyque, huile sur toile, 150 x 300 cm
Soleil couchant, 1994, huile sur toile, 114 x 146 cm
Les Ruraux, 1994, huile sur toile, 114 x 146 cm
Les Apparitions, 1994, triptyque, huile sur toile, 130 x 291 cm
Le Pays, 1997, huile sur toile, 140 x 140 cm
L’Aube, 1997, huile sur toile, 140 x 140 cm
Les Nostalgiques n°1, 1999, diptyque, huile sur toile, 200 x 240 cm
Mélancolie, 2001, huile sur toile, 60 x 60 cm
L'Aube, 2001, huile sur toile, 60 x 60 cm
Les Larmoyants, 2002, huile sur toile, 120 x 120 cm
Le Ravage, 2002, huile sur toile, 120 x 120 cm
Les Naufragés, 2003, huile sur toile, 120 x 120 cm
Les Croisés, 2003, huile sur toile, 120 x 120 cm
Le Naufrage, 2009, diptyque, huile sur toile, 150 x 300 cm
La Caravane du soir, 2010, diptyque, huile sur toile, 100 x 200 cm
Chargé de sable, 2011, huile sur toile, 150 x 150 cm
II. Dessins :
10 Dessins, encre de Chine sur papier Japon, 1971, environ 40 x 30 cm.
15 Dessins, encre de Chine et lavis sur carton, 1979, environ 40 x 30 cm.
10 Dessins, encre de Chine sur papier, années 2000, environ 40 x 30 cm.
III. Aquarelles et Gouaches :
10 Aquarelles sur papier, 1971, environ 40 x 30 cm.
10 Gouaches sur papier, 1971, environ 40 x 30 cm.
10 Gouaches sur papier journal sur carton, 1973-75, environ 25 x 20 cm.
10 Aquarelles sur papier, 1982, environ 30 x 50 cm.
10 Aquarelles sur papier, 1982, environ 40 x 30 cm.
3 Projets de tapisserie, 1983, gouache sur papier, 20 x 60 cm.
7 Projets de tapisserie, 1983, gouache sur papier, 10 x 30 cm.
10 Aquarelles sur papier, années 1990, environ 20 x 30 cm.
10 Aquarelles sur papier, années 1990, environ 30 x 40 cm.
10 Aquarelles sur papier, années 2000, environ 40 x 30 cm.
10 Aquarelles sur papier, années 2000, environ 20 x 40 cm.
1 Portrait de l’Oiseau-Qui-N’Existe-Pas (poème de Claude Aveline}, 2005, aquarelle sur papier, 65 x 50 cm.
5 Portraits de l’Oiseau…, 2005, technique mixte sur papier, 28 x 28 cm.
IV. Gravures :
10 Gravures sur ardoise, sur plomb ou lino, années 1960.
25 Gravures sur cuivre ou zinc, années 1970.
30 Gravures sur zinc, années 1980.
4 Gravures sur cuivre, 1992.
V. Livres en édition :, poèmes typographiés et illustrés de gravures :
Anonyme, Prière des Indiens, 1965-66, livre en feuilles.
Ibrahim Misri, Je meurs, 1966, livre en feuilles, 15,3 x 19,5 cm.
Monique Boucher, Arabia, 1967, livre en feuilles, 70 pages.
Jules Roy, Mes lois de l’écriture, 1971, livre en feuilles, 40 pages.
Monique Boucher, L’Air pauvre, 1971, livre en feuilles, 20 gravures, 40 x 30 cm.
Issa, Le Voleur de fleurs, 1974, livre en feuilles, 72 pages, 16,2 x 17 cm.
Monique Boucher, Exquis Hiroshige, 1972, livre en feuilles, 10 gravures, 44 pages, 65 x 22,5 cm.
Youri, La pêche aux évidences, 1972, livre en feuilles, 48 pages.
Omar Khayyam, Dix robaïs, 1974, livre en feuilles.
Monique Boucher, Le Demi-jour, 1974, livre en feuilles, 44 pages.
Al-Hallaj, Qasaid, 1975, livre en feuilles.
Kamal Ibrahim, Vivre en cas de terre, 1975, livre en feuilles, 25 x 21 cm.
Jalal al-Din Roumi, Huit quatrains, 1975, livre en feuilles.
Monique Boucher, Ce matin très tard, 1977, livre en feuilles.
Monique Boucher, Une grande fleur fatiguée, 1977, livre en feuilles.
Bahar, Mes colombes, 1977, livre en feuilles.
Milosz, Une rose pour, 1977, livre en feuilles.
Marguerite Yourcenar, Le dernier amour du prince Genghi, 1988, livre en feuilles, 28 x 38 cm.
Marguerite Yourcenar, Le dernier amour du prince Genghi, plaques des gravures et matrices des empreintes.
Arnoul Gréban, Le Mystère de la Passion, 1994, livre en feuilles, 28 x 38 cm.
VI. Livres uniques :, poèmes avec empreintes, dessins et aquarelles :
Emily Dickinson, Poèmes, 1961-1964, premier essai d’édition de l’artiste.
Claude Aveline, Monologue pour un disparu, 1998, 25 x 35 cm.
Ossip Mandelstam, Poèmes, 1999, 31 x 43 cm.
Al-Hallaj, Diwan, 1999, 31 x 43 cm, manuscrit en français.
Rachid Boudjedra, La Pluie, 1998, 25 x 32,5 cm.
Georges Schehadé, Les Poésies, 1999, 31 x 43 cm.
Francesco de Lemene, Poèmes, 1999, 310 x 430 mm.
Malek Alloula, L’Accès au corps, 1999, 325 x 250 mm.
Monique Boucher, Les Laudes, 1999, 250 x 325 mm.
Joachim Du Bellay, Poésies, 1999, 250 x 325 mm.
Hâfez Shirâzi, Divân 2, 1999, 167 x 327 mm, bilingue.
Issa, Haiku 2, 1999, 106 x 300 mm.
Collectif, Paroles du Japon 1, 1999, 250 x 360 mm.
Jean Robertet, Bon rondeau, 1999, 250 x 325 mm.
Stéphane Mallarmé, Poésie, 1999, 250 x 325 mm.
Emily Dickinson, Quatrains 3, 2000. Bilingue, 325 x 250 mm.
Khalil Gibran, Poème, 2000, 250 x 325 mm.
Maurice Scève, Poésies, 2000, 250 x 325 mm.
Joachim Du Bellay, Poèmes, 2001, 250 x 325 mm.
Poètes de Chine, La Montagne vide 1, 2001, 16,3 x 25,3 cm.
Chine, La Montagne vide 5, 2001, 163 x 253 mm.
Japon, Les Montagnes, les rizières et la mer 3, 2001, 126 x 327 mm.
Badr Shâker Al-Sayyâb, À Djamila Bouhired, 2001, 32,5 x 42 cm, oème manuscrit en arabe par l'artiste sur empreinte originale et orné de 27 aquarelles et 4 croquis.
Badr Shâker Al-Sayyâb, Complainte de Jaykour, …, 2001, 16,7 x 32,5 cm, en Arabe.
Badr Shâker Al-Sayyâb, Le Christ après la crucifixion, 2001. Livre en feuilles, 88 pages, 32,5 x 32,5 cm.
Badr Shâker Al-Sayyâb, Testament d’un agonisant, 2001, 18 x 25 cm, en Arabe.
Badr Shâker Al-Sayyâb, Le Chantre a vieilli, 2001, 25 x 32,5 cm, en Arabe.
Badr Shâker Al-Sayyâb, Un Poème de Daram, 2001, 25 x 325 cm, en Arabe.
Mahmoud Darwish, Rita et le Fusil, 2001, 124 pages, 25,2 x 28,5 cm, en Arabe.
Louis Massignon, Akhbâr Al-Hallâj, 2002, manuscrit, 25 x 32,5 cm, en Arabe.
Li Bai, Florilège 1, 2001, 125 x 325 mm.
Ryokan, Haiku, 2002, 163 x 500 mm.
Christine de Pisan, Poèmes, 2003, 250 x 325 mm.
Charles d’Orléans, Poèmes, 2003, 250 x 325 mm.
Guillaume Apollinaire, La Chanson du mal-aimé, 2003, 32,5 x 50 cm.
Henri Michaux, Poèmes, 2003, 325 x 500 mm.
Issa, Haikus, 2003, 135 x 500 mm.
Japon, Haikus, 2003, 135 x 500 mm.
Japon, Haikus, 2003, 135 x 500 mm.
Yosa Buson, Printemps, 2003, 140 x 500 mm.
Adam Mickiewicz, Poèmes, 2003, 250 x 270 mm.
Pablo Neruda, Hauteurs du Macchu Picchu, 2004, 325 x 500 mm.
Federico Garcia Lorca, Poésies, 2004, 315 x 500 mm
Claude Aveline, Portrait de l’Oiseau-Qui-N'Existe-Pas, 2004; livre en feuilles, 40 pages, empreintes, 10 aquarelles, 20 x 50 cm.
Claude Aveline, Portrait de l’Oiseau--Qui-N'Existe-Pas, 2004, livre en feuilles, 20 aquarelles et 41 croquis, 20 x 25 cm.
- Paris, Bibliothèque nationale de France :

74 gravures et 50 livres de bibliophilie
- Strasbourg, Musée d'Art moderne et contemporain de Strasbourg :

Bédouine, eau-forte, 40,2 x 32,7 cm
- Vitry-sur-Seine, musée d'Art contemporain du Val-de-Marne :

Selon Charef n° 2, 1960, huile sur toile, 200 x 200 cm
Trois flammes (Au peuple souverain), 1988, estampe, 79 x 57,5 cm Fait partie d'une suite de 13 estampes originales en couleur éditées par le conseil général du Val-de-Marne à l'occasion du bicentenaire de la Révolution française pour le Fonds départemental d'art contemporain.
Rose, 2002, encre sur papier
- Liban
  - Beyrouth, Dalloul Art Foundation[21] :

L'Espagnole, 1972, huile sur toile, 116 x 81 cm
La Fugue, 1975, diptyque, huile sur toile, 130 x 324 cm
Rentrée des foins, 1991, huile sur toile, 120 x 120 cm
Sources du Nil, 1997, huile sur toile, 120 x 120 cm
Nuit à Baghdad, 2003, huile sur toile, 120 x 120 cm